# Enrico di Carinzia e Tirolo
Enrico di Carinzia e Tirolo (1265 circa – Castel Tirolo, 2 aprile 1335) figlio di Mainardo II di Tirolo-Gorizia e di Elisabetta di Baviera, fu conte di Tirolo, margravio di Carniola dal 1295 alla morte, duca di Carinzia dal 1295 alla morte, re di Boemia e Polonia dal 1307 al 1310.
Sposò Adelaide di Braunschweig (di secondo letto) e Beatrice di Savoia (terza moglie).

## Biografia
Dopo la morte del padre, assieme ai fratelli, assunse la reggenza in Carinzia e in Tirolo.
Dopo l'assassinio di Venceslao III (1306) re di Boemia e Polonia, il 15 agosto 1307 Enrico, che aveva sposato la sorella di Venceslao, Anna, venne eletto re di Boemia e Polonia, contro la volontà degli Asburgo.
Nel 1310, però, Giovanni, figlio dell'allora imperatore del Sacro Romano Impero Enrico VII, appartenente alla famiglia dei Lussemburgo, occupò la Boemia. Enrico lasciò Praga.
Dopo aver trovato un accordo con gli Asburgo, riuscì a far in modo che essi lasciassero i territori che avevano occupato in Carinzia. Tornato in patria, proseguì con la politica del padre, volta a limitare i poteri dei vescovi di Trento e di Bressanone. Nel 1319, Cangrande I della Scala assediò per l'ennesima volta Padova e costrinse ad abdicare il signore Giacomo I da Carrara, che fece affidare la Signoria a Enrico II di Gorizia, rappresentante del duca d'Austria e pretendente al trono imperiale Federico I d'Asburgo. Nel 1320, il pieno titolo di Enrico è indicato nei documenti quale dns Hainricus Wohemige et Polonie rex, dux Karinthie, comes Tirolis et Goricie. Enrico II fu sostituito alla guida di Padova nel settembre del 1321 da Enrico di Carinzia e Tirolo, che delegò l'incombenza a Corrado di Aufenstein con il titolo di vicario imperiale. In quegli anni, sia Giacomo I da Carrara che il suo successore Marsilio da Carrara mantennero il controllo della città e i due stranieri li sostituirono solo nominalmente per proteggere Padova dalle aggressioni degli Scaligeri.
Enrico tentò di mediare nella lotta tra Federico I d'Asburgo e Ludovico il Bavaro per il trono imperiale. Nel 1330 ebbe da Ludovico il Bavaro il consenso alla successione per la sua unica figlia, Margherita Maultasch. L'imperatore, però, stipulò in quello stesso anno un trattato segreto con gli Asburgo, che annullava in parte gli accordi con Enrico. Di conseguenza, alla morte di Enrico, nel 1335, gli Asburgo s'impadronirono del ducato di Carinzia, mentre la contea del Tirolo rimase nelle mani di Margherita Maultasch.

## Matrimoni e discendenza
Dalla prima moglie, Anna di Boemia, sposata nel 1306 e deceduta nel 1313, Enrico non ebbe figli.
Rimasto vedovo, Enrico sposò nel 1313 Adelaide di Brunswick (1285–1324), figlia di Enrico I, Duca di Brunswick-Grubenhagen, e di Agnese di Meissen, dalla quale ebbe:
- Adelaide (1317–1325)
- Margherita di Tirolo-Gorizia, detta Maultasch, che sposò nel 1330 Giovanni Enrico di Lussemburgo, che tuttavia ripudiò nel 1341 per sposare successivamente Ludovico V di Baviera, il che valse a lei ed al nuovo consorte la scomunica da parte di papa Clemente VI.

Deceduta anche la seconda moglie, Enrico sposò nel 1328, Beatrice di Savoia, figlia del conte Amedeo V di Savoia e di Maria di Brabante, dalla quale non ebbe figli.

## Ascendenza
|                               |                       |                                  | Genitori                               |  |  | Nonni |  |  | Bisnonni                   |  |  | Trisnonni                 |  |
|                               |                       |                                  |                                        |  |  |       |  |  | Enghelberto III di Gorizia |  |  | Enghelberto II di Gorizia |  |
|                               |                       |                                  |                                        |  |  |       |  |  | Enghelberto III di Gorizia |  |  | Enghelberto II di Gorizia |  |
|                               |                       | Adelaide di Valley-Wittelsbach   |                                        |  |  |       |  |  | Enghelberto III di Gorizia |  |  |                           |  |
| Mainardo I di Tirolo-Gorizia  |                       |                                  |                                        |  |  |       |  |  | Enghelberto III di Gorizia |  |  |                           |  |
|                               |                       | Matilde di Andechs               | Bertoldo III di Andechs                |  |  |       |  |  |                            |  |  |                           |  |
|                               |                       | Matilde di Andechs               | Bertoldo III di Andechs                |  |  |       |  |  |                            |  |  |                           |  |
|                               |                       | Matilde di Andechs               | Edvige                                 |  |  |       |  |  |                            |  |  |                           |  |
| Mainardo II di Tirolo-Gorizia |                       | Matilde di Andechs               |                                        |  |  |       |  |  |                            |  |  |                           |  |
|                               |                       | Alberto III di Tirolo            | Enrico I di Tirolo                     |  |  |       |  |  |                            |  |  |                           |  |
|                               |                       | Alberto III di Tirolo            | Enrico I di Tirolo                     |  |  |       |  |  |                            |  |  |                           |  |
|                               |                       | Alberto III di Tirolo            | Agnese di Wangen                       |  |  |       |  |  |                            |  |  |                           |  |
| Adelaide del Tirolo           |                       | Alberto III di Tirolo            |                                        |  |  |       |  |  |                            |  |  |                           |  |
|                               |                       | Uta di Frontenhausen-Lechsgemünd | Enrico II di Frontenhausen-Lechsgemünd |  |  |       |  |  |                            |  |  |                           |  |
|                               |                       | Uta di Frontenhausen-Lechsgemünd | Enrico II di Frontenhausen-Lechsgemünd |  |  |       |  |  |                            |  |  |                           |  |
|                               |                       | Uta di Frontenhausen-Lechsgemünd | Adelaide di Plain                      |  |  |       |  |  |                            |  |  |                           |  |
| Enrico di Carinzia e Tirolo   |                       | Uta di Frontenhausen-Lechsgemünd |                                        |  |  |       |  |  |                            |  |  |                           |  |
|                               | Ludovico I di Baviera | Ottone I di Baviera              |                                        |  |  |       |  |  |                            |  |  |                           |  |
|                               | Ludovico I di Baviera | Ottone I di Baviera              |                                        |  |  |       |  |  |                            |  |  |                           |  |
|                               | Ludovico I di Baviera | Agnese di Loon                   |                                        |  |  |       |  |  |                            |  |  |                           |  |
| Ottone II di Baviera          | Ludovico I di Baviera |                                  |                                        |  |  |       |  |  |                            |  |  |                           |  |
|                               |                       | Ludmilla di Boemia               | Federico di Boemia                     |  |  |       |  |  |                            |  |  |                           |  |
|                               |                       | Ludmilla di Boemia               | Federico di Boemia                     |  |  |       |  |  |                            |  |  |                           |  |
|                               |                       | Ludmilla di Boemia               | Elisabetta d'Ungheria                  |  |  |       |  |  |                            |  |  |                           |  |
| Elisabetta di Baviera         |                       | Ludmilla di Boemia               |                                        |  |  |       |  |  |                            |  |  |                           |  |
|                               |                       | Enrico V del Palatinato          | Enrico il Leone                        |  |  |       |  |  |                            |  |  |                           |  |
|                               |                       | Enrico V del Palatinato          | Enrico il Leone                        |  |  |       |  |  |                            |  |  |                           |  |
|                               |                       | Enrico V del Palatinato          | Matilde d'Inghilterra                  |  |  |       |  |  |                            |  |  |                           |  |
| Agnese del Palatinato         |                       | Enrico V del Palatinato          |                                        |  |  |       |  |  |                            |  |  |                           |  |
|                               |                       | Agnese di Hohenstaufen           | Corrado Hohenstaufen                   |  |  |       |  |  |                            |  |  |                           |  |
|                               |                       | Agnese di Hohenstaufen           | Corrado Hohenstaufen                   |  |  |       |  |  |                            |  |  |                           |  |
|                               |                       | Agnese di Hohenstaufen           | Irmengarda di Henneberg                |  |  |       |  |  |                            |  |  |                           |  |
|                               |                       | Agnese di Hohenstaufen           |                                        |  |  |       |  |  |                            |  |  |                           |  |